# Adah Isaacs Menken
Adah Isaacs Menken (Nova Orleans, Louisiana, 15 de junho de 1835 - Paris, 10 de agosto de 1868) foi uma atriz, pintora e poeta norte-americana. Nasceu na cidade de Nova Orleans, no estado da Louisiana, Estados Unidos e seu nome de batismo era Adah Bertha Theodore, sendo filha de mãe francófona, Marie Theodore, e Auguste Theodore, um negro liberto. Quando criança, foi dançarina em Nova Orleans, Havana e Texas e, eventualmente, em São Francisco, Califórnia. Merken ficou conhecida por sua poesia e pintura. Em 1859, fez sua aparição na Broadway como atriz na peça The French Spy.[carece de fontes?]